# أيس برنس
أيس برنس (بالإنجليزية: Ice Prince) هو مغن مؤلف نيجيري، ولد في 30 أكتوبر 1986 في مينا ‏ في نيجيريا.

## وصلات خارجية
- الموقع الرسمي
- أيس برنس على موقع ميوزك برينز (الإنجليزية)
- أيس برنس على موقع ديسكوغز (الإنجليزية)